# هیتسینگ
هیتسینگ (به آلمانی: Hietzing) یک منطقهٔ مسکونی در اتریش است که در وین واقع شده‌است. هیتسینگ ۳۷٫۷۰ کیلومتر مربع مساحت و ۵۳٬۸۲۹ نفر جمعیت دارد.